# Goldener Spatz 1979
Das Nationale Festival „Goldener Spatz“ für Kinderfilme der DDR in Kino und Fernsehen wurde vom 2. bis zum 9. Februar 1979 erstmals eröffnet, ein Filmfestival, das mit der Wende 1990 in Deutsches Kinder-Film & Fernseh-Festival Goldener Spatz umbenannt wurde.

## Beschreibung
Die erste Auflage der Veranstaltung – mit 40 im Wettbewerb stehenden Kinderfilmen – besuchten im internationalen „Jahr des Kindes“ weit über 100.000 Kinder, was einen Erfolg darstellte und weitere Veranstaltungen folgen ließ. Festivalleiter und Filmszenarist Günter Mehnert begrüßte etwa 375 geladene Gäste, sowie 22 Teilnehmer aus Staaten wie der Sowjetunion, Finnland, Kuba, Österreich aber auch aus der Bundesrepublik Deutschland. Eröffnet wurde das Ereignis mit dem DEFA-Streifen Des Henkers Bruder von Regisseur Walter Beck.
Als Austragungsort der sogenannten „Wochen des Kinderfilms“, die über mehrere Jahre von der Stadt und dem Bezirk Gera organisiert wurden und stets in den Winterferien stattfanden, bot sich die Gegend um Gera als idealer Standort eines neuen Festivals geradezu an. Neben Filmproduktionen für ein vorwiegend jüngeres Publikum, sollte die Veranstaltung vornehmlich dem Erfahrungsaustausch von Pädagogen und Journalisten dienen, so dass es als „Arbeitsfestival“ deklariert wurde. Als Veranstalter trat das Ministerium für Kultur, das Staatliche Komitee für Fernsehen beim Ministerrat, der Verband der Film- und Fernsehschaffenden der DDR und der Rat des Bezirkes Gera auf.
Der Grafiker und Illustrator Rolf Felix Müller kreierte den „Goldenen Spatz“ als Symbol der Veranstaltung, die auch zur Preisträgerfigur des Festivals avancierte. Neben einer Fachjury um Präsident Heinz Hofmann, die die Auszeichnung in drei Kategorien neben diversen Ehrendiplomen vergab, gab es auch eine Jury aus 9- bis 14-jährigen Kindern mit der Mentorin Ingeborg Zimmerling, die ebenfalls Ehrenpreise und -diplome vergab, wie auch weitere staatliche Institutionen.

## Goldener Spatz
- Spielfilm/Fernsehspiel: Das Raubtier – Regie: Walter Beck
- Dokumentarfilm/Fernsehpublizistik: Sprache der Schritte – Regie: Ernst Cantzler
- Animation: Urwaldmärchen – Regie: Katja Georgi

## Ehrenpreise der Kinderjury
- Spielfilm/Fernsehspiel: Ein Schneemann für Afrika – Regie: Rolf Losansky
- Dokumentarfilm/Fernsehpublizistik: SM – Der Ehrengast – Regie: Günter Meyer
- Animation: Rübezahl und der Glasmacher und Rübezahl und der Wanderbursche – Regie: Werner Krause – Produktion: DEFA-Studio für Trickfilme

## Ehrendiplome
- Rotschlipse (Regie: Helmut Dziuba), Produktion: DEFA-Studio für Spielfilme
- Die Schuhputzer von Rossio (Gruppe Katins), Produktion: Fernsehen der DDR
- Copihuito (Regie: Günter Jordan), Produktion: DEFA-Studio für Dokumentarfilme[1]